# Carlo Tonini
Carlo Tonini, italijanski dirkač.
Carlo Tonini je na dirkah za Veliko nagrado prvič sodeloval v sezoni 1927, ko je v tovarniškem moštvu Officine Alfieri Maserati natopil na osmih dirkah, od tega je z dirkalnikom Maserati 26 dosegel kar štiri zmage na dirkah Velika nagrada Pozza, Coppa della Perugina, Velika nagrada Rima in Coppa Acerbo. V sezoni 1928 je kot privatnik nastopil na treh dirkah, najboljši rezultat pa je dosegel na dirki Coppa Acerbo, na kateri je z dirkalnikom Bugatti T35C osvojil tretje mesto. Zadnjič je nastopil na svoji edini dirki v sezoni 1929 za Veliko nagrado Rima, kjer je v dobri konkurenci zasedel deveto mesto, zdaj ponovno z dirkalnikom Maserati 26, a še vedno kot privatnik. Po tej dirki se je upokojil kot dirkač.